# Capelă (edificiu)

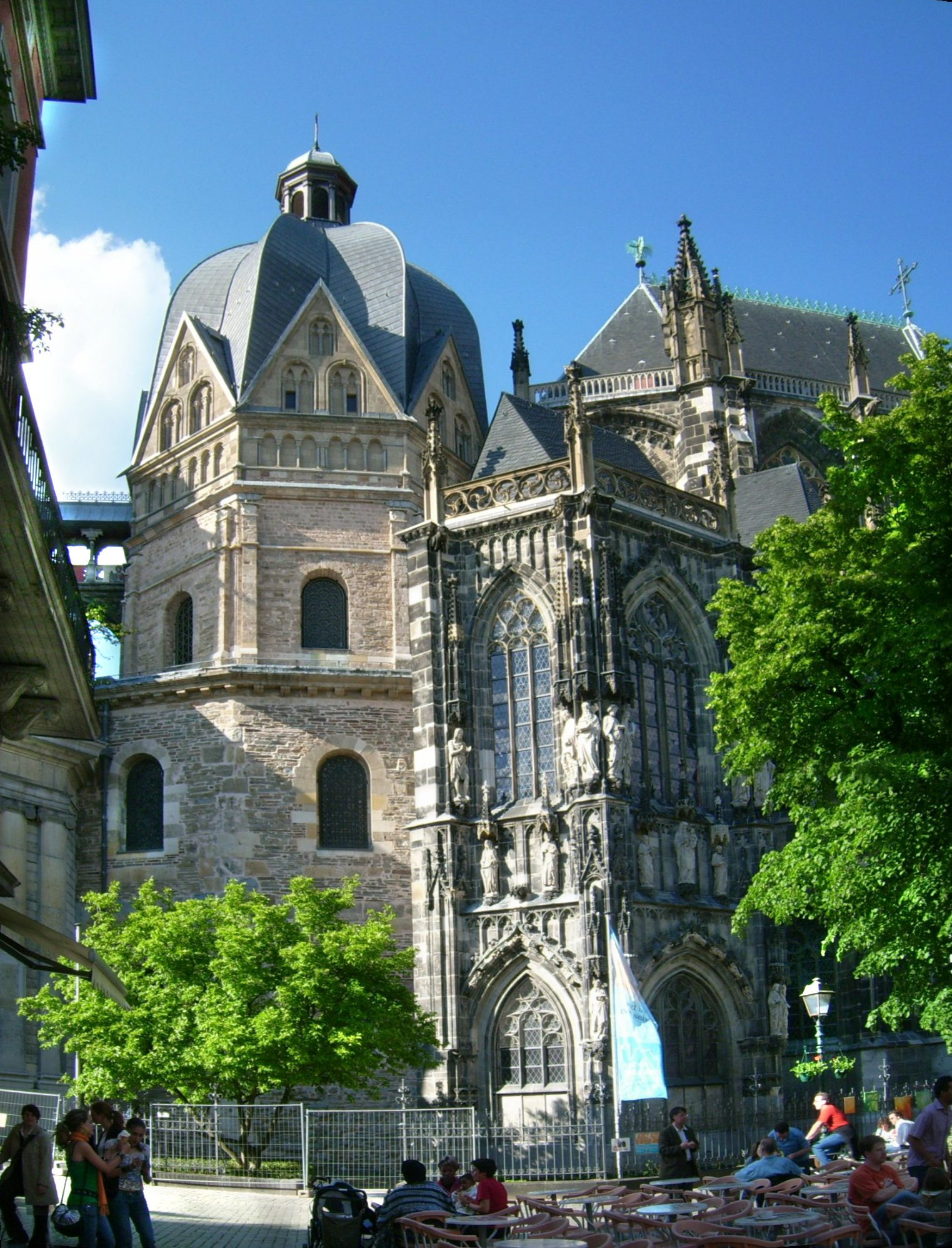
Vedere exterioară a Capelei palatine a lui Carol cel Mare, din Aachen

Capela este un edificiu religios secundar, respectiv o încăpere cu un altar (unde se pot oficia unui auditoriu mai restrâns și slujbe religioase) din biserici, mănăstiri, școli, spitale, cimitire, clădiri private etc.

## Etimologie
Termenul românesc capelă provine din cel italian: cappella, care, la rândul său, este un diminutiv al termenului cappa „capă”. Potrivit tradiției, termenul de capelă vine de la edificiul religios aflat în palatul regal al lui Carol cel Mare, la Aachen. Localitatea a fost numită în franceză mai întâi Aix, apoi, datorită capei Sfântului Martin de Tours, depusă în capela palatului lui Carol cel Mare, Aix-la-Chapelle. De aici, termenul s-a extins la alte edificii de cult.

## Variante
- Un alt termen cunoscut în limba română, folosit mai ales de Biserica Ortodoxă,[5] este cel de paraclis.
- Într-un mare edificiu religios, cum este o catedrală sau o bazilică, o capelă este o subdiviziune privată a acesteia, unde sunt celebrate ceremonii distincte. Capela cuprinde, în acest caz, un altar propriu.
- O capelă sfântă este termenul prin care este denumită o capelă care are un presupus eșantion[6] din coroana de spini a lui Isus Hristos. Capela Sfântă, în franceză Sainte-Chapelle[7], de la Paris este cea mai cunoscută dintre acestea.

## Galerie de imagini

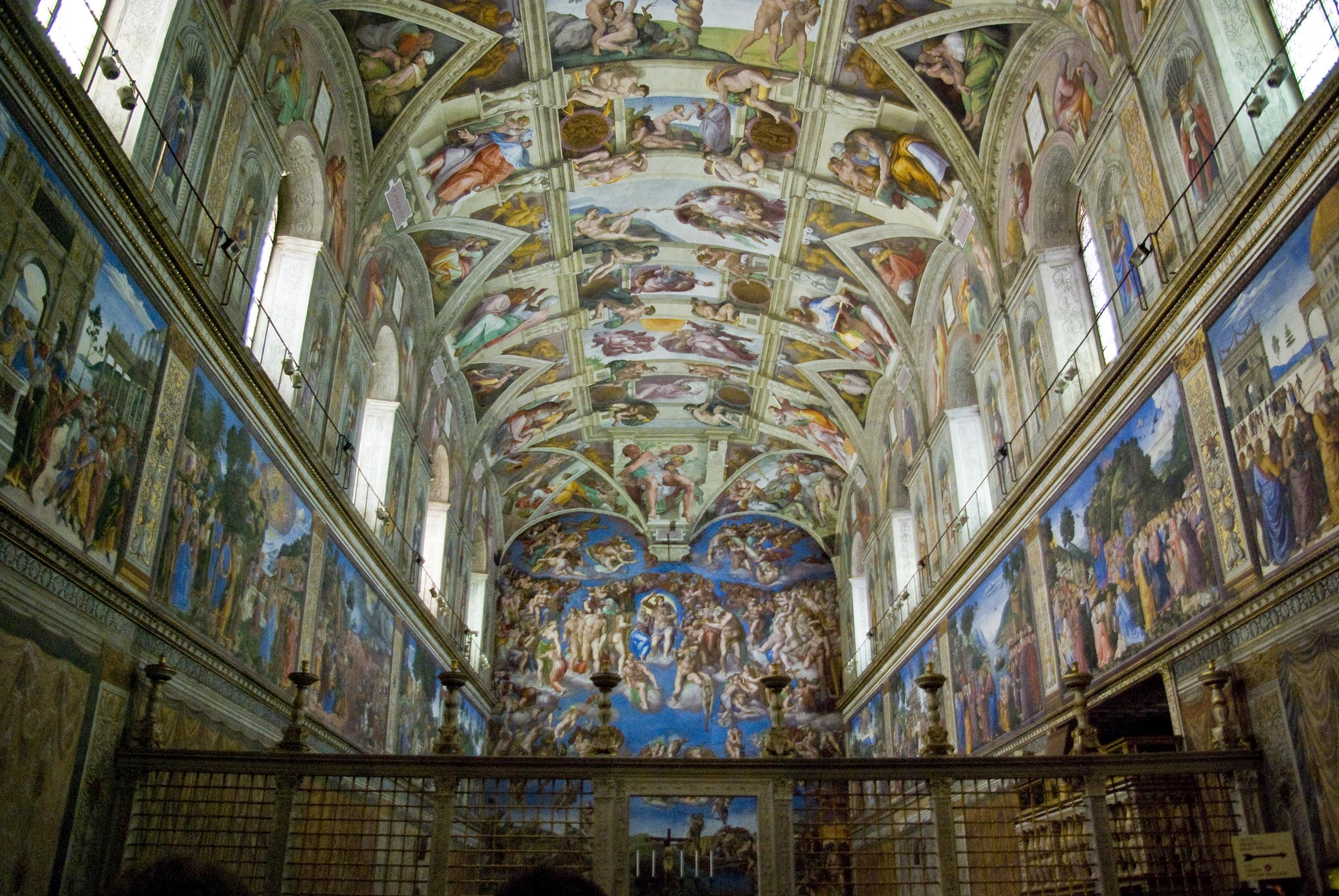
Interiorul Capelei Sixtine pictată de Michelangelo
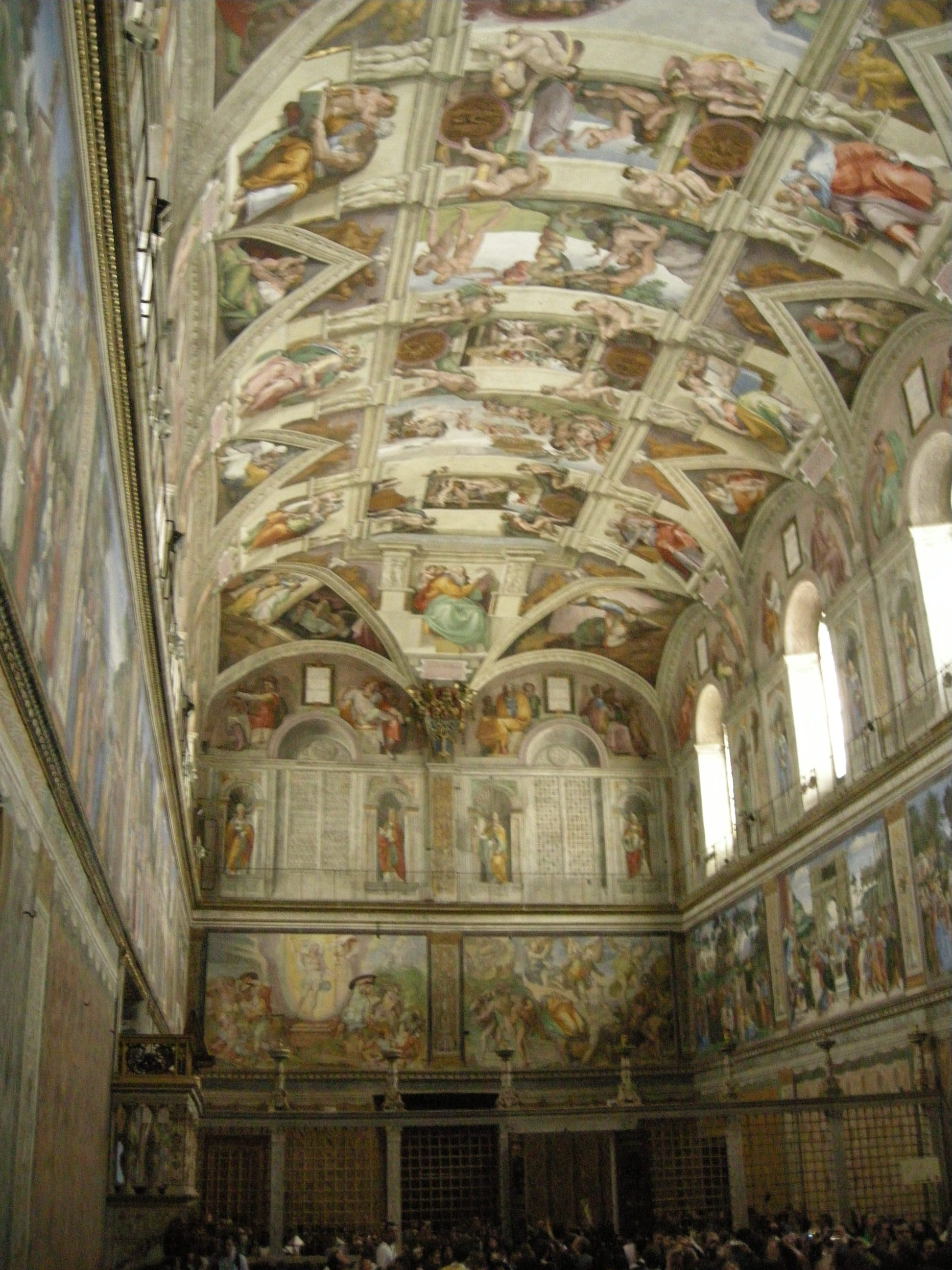
Capela Sixtină (Vatican)
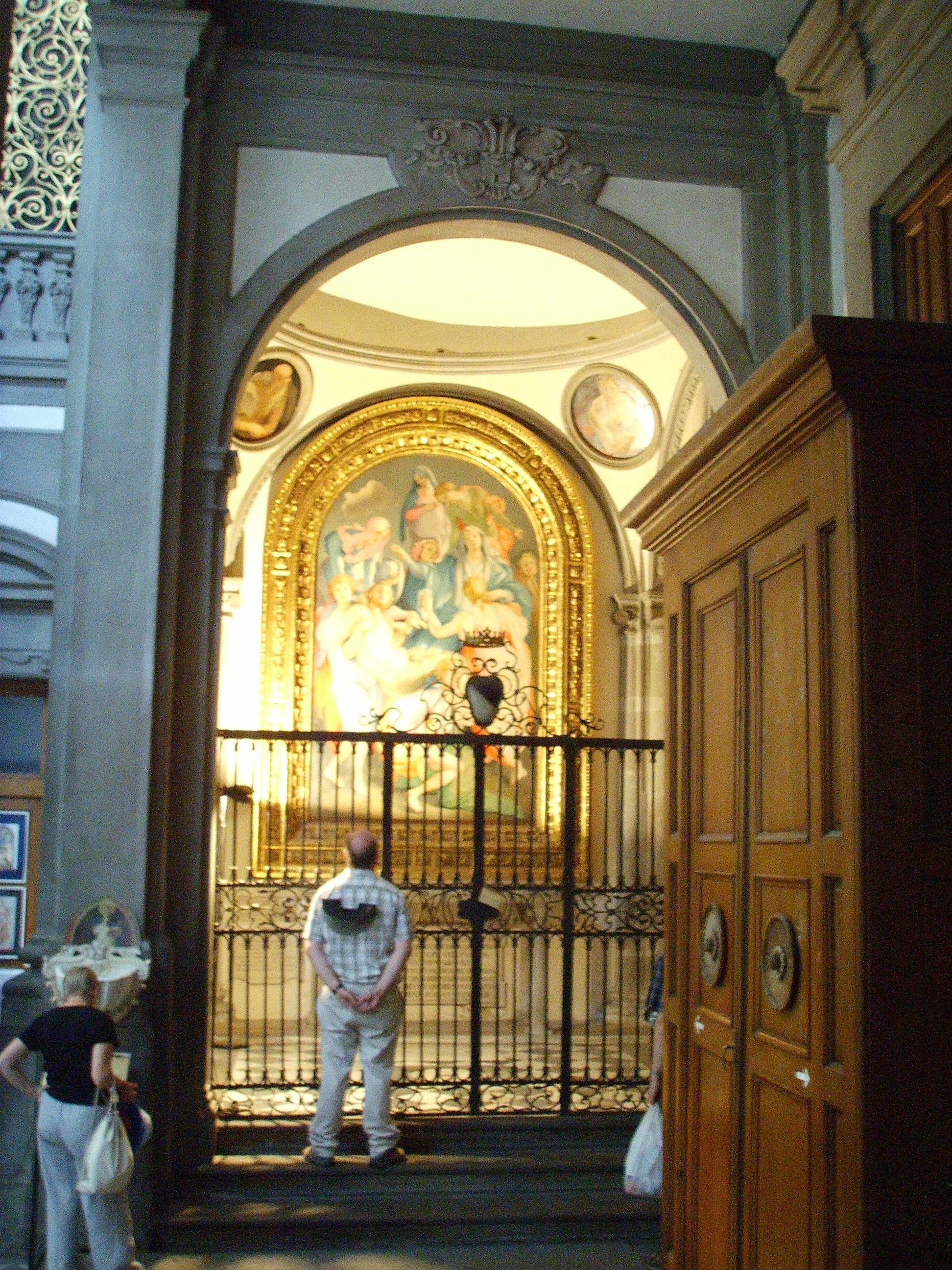
Capelă în Biserica Sfânta Felicita din Florența, Italia
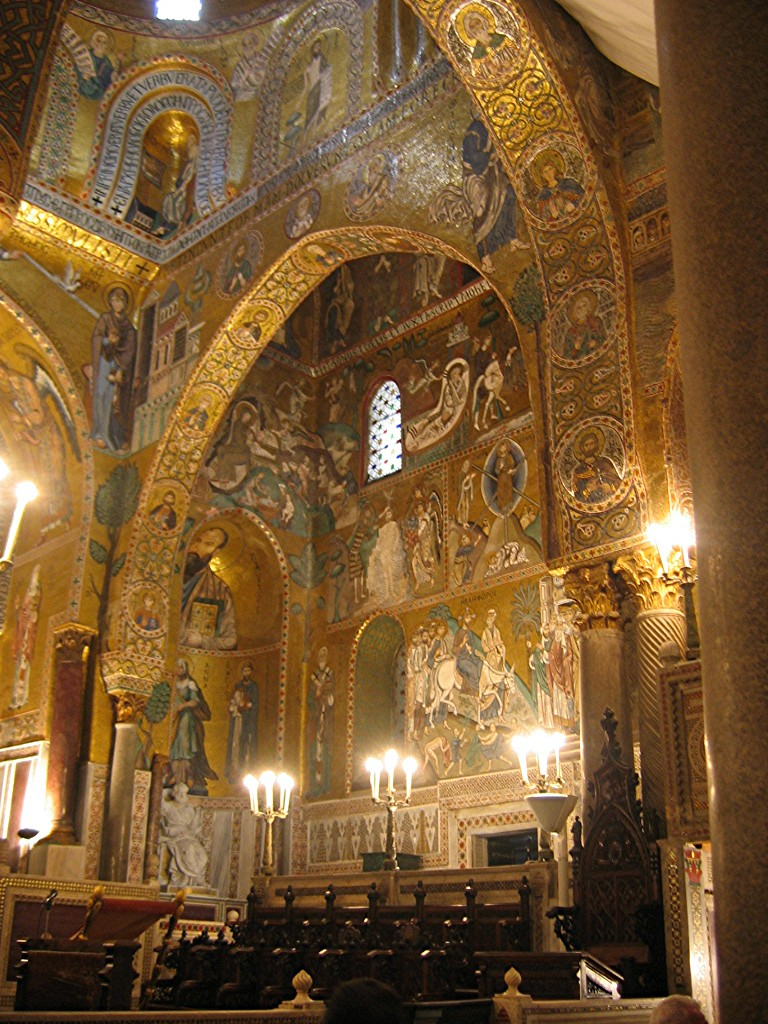
„Capela Palatină” („Castelul Normanzilor”, Palermo, Sicilia)
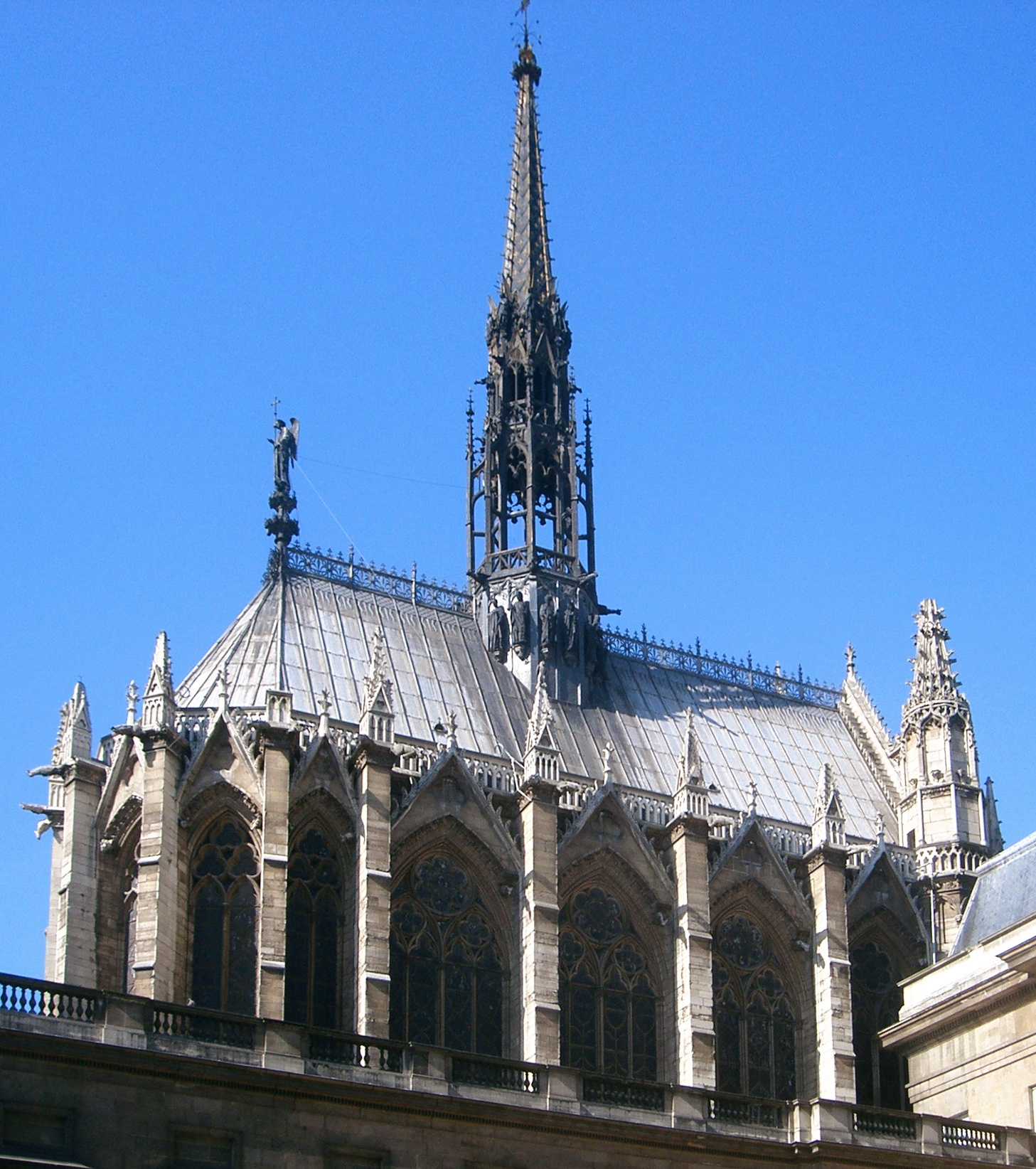
Sainte-Chapelle din Paris
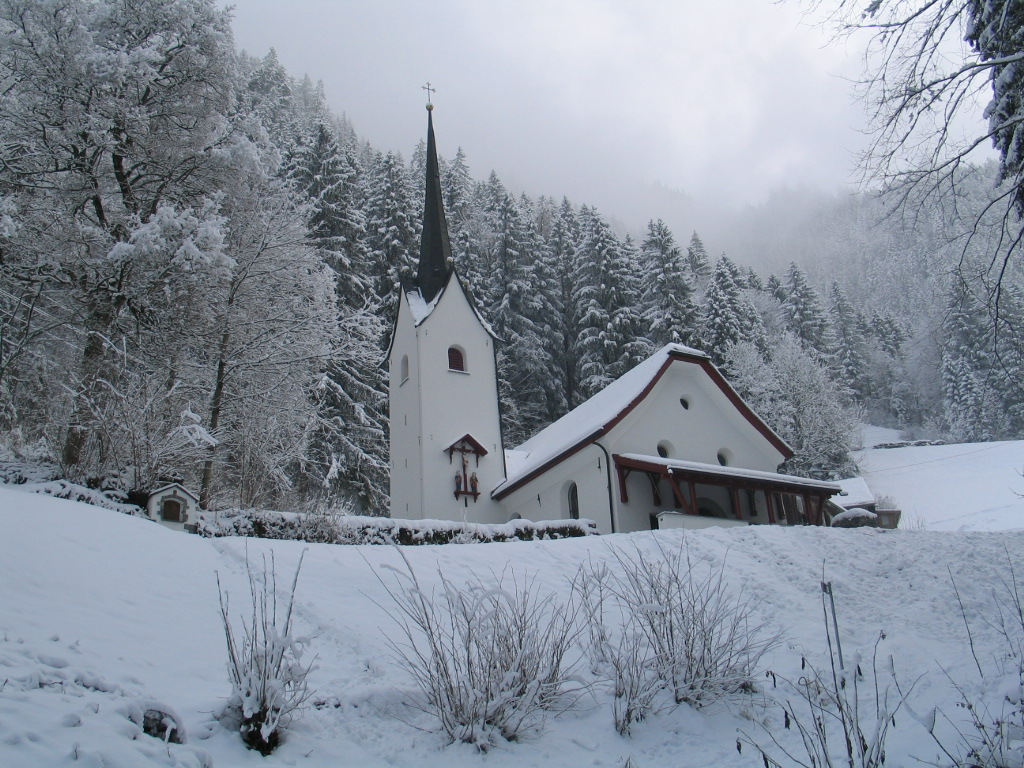
Capela Riedertal, Uri, Elveția
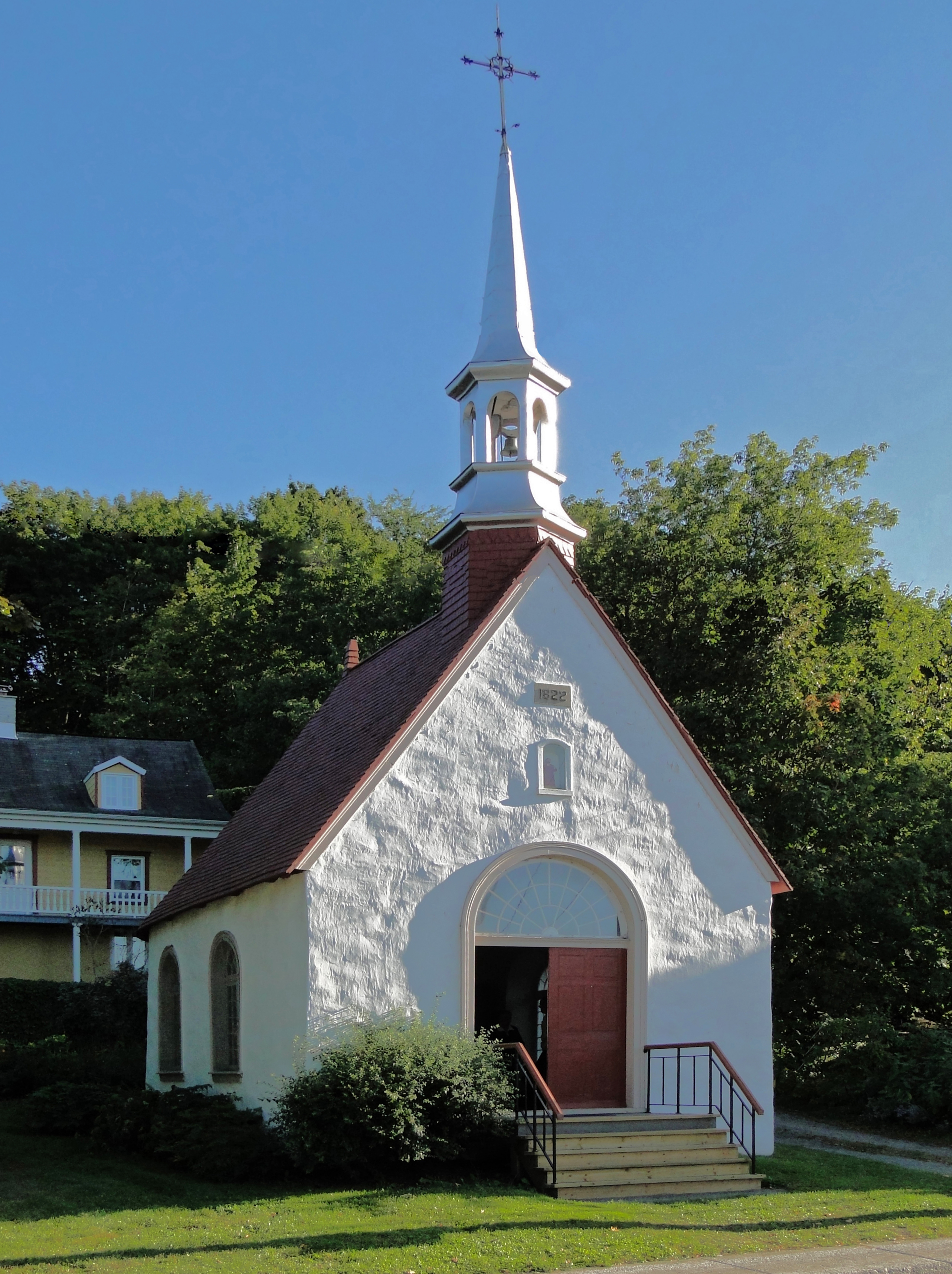
Capela de procesiune Sf. Francisc Xaveriu, din Lévis, provincia Québec Canada
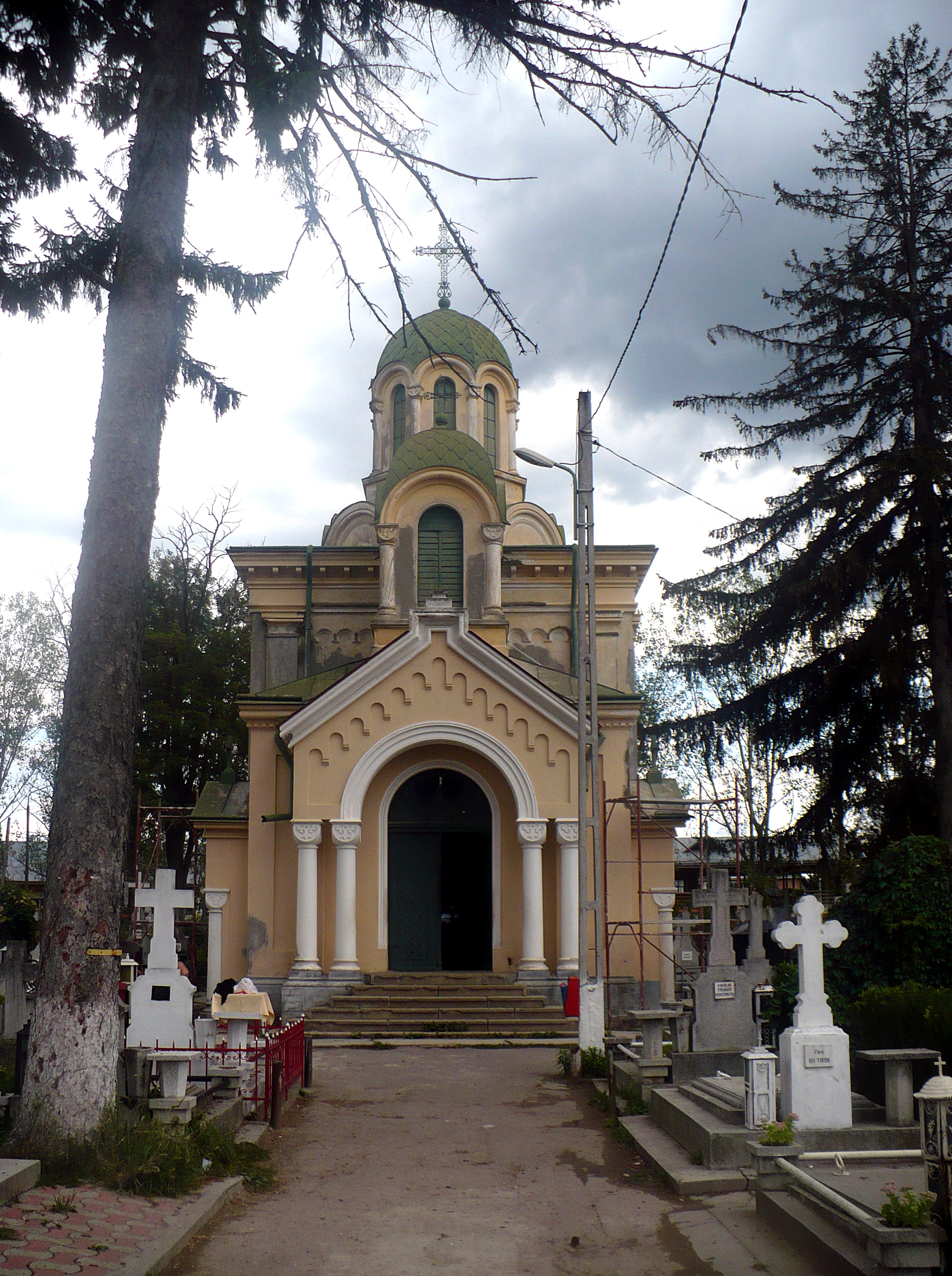
Capela Armenească (Roman)
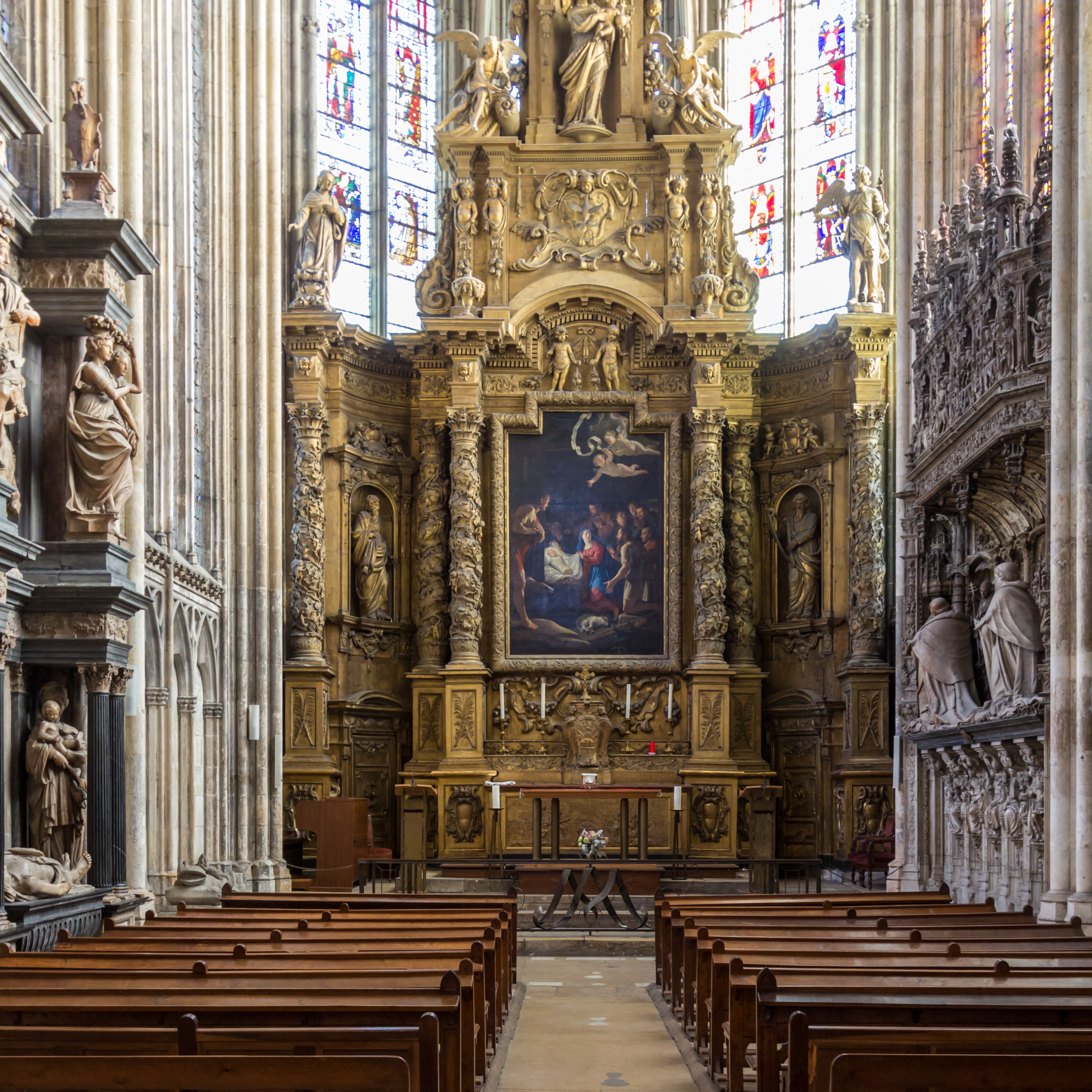
Capela axială a Catedralei Adormirea Maicii Domnului din Rouen, dedicată Fecioarei Maria
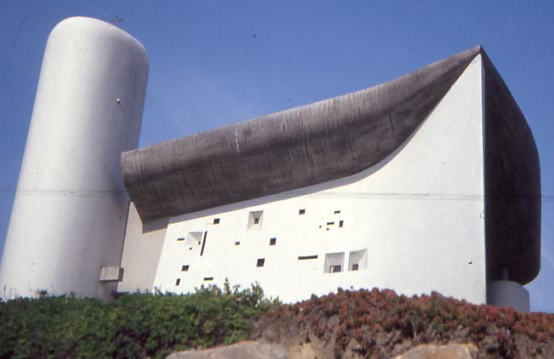
Capela Notre Dame du Haut la Ronchamp, proiectată de Le Corbusier
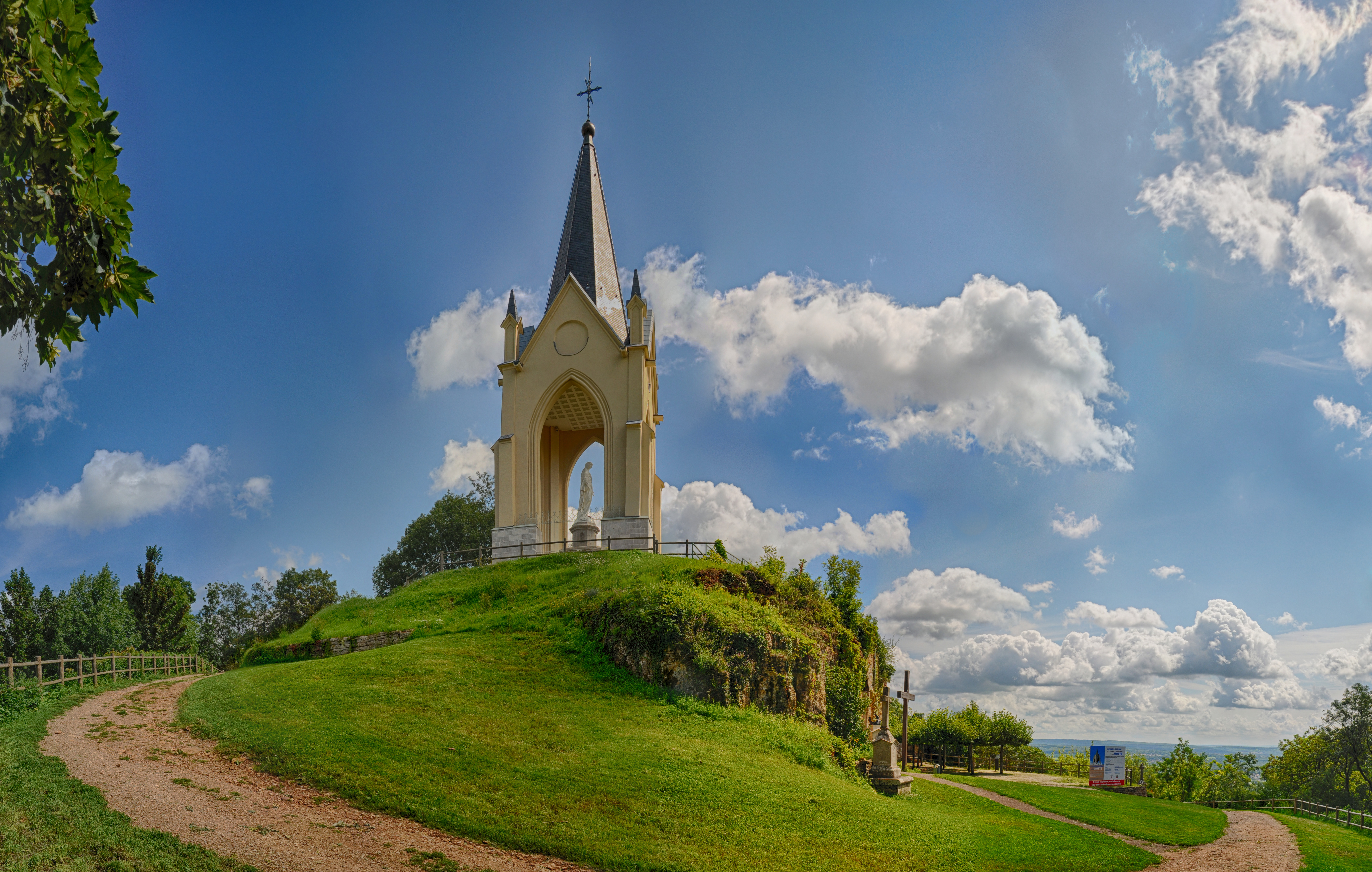
Capela Notre-Dame-de-la-Motte situată pe culmea dealului de la Motte la Vesoul.